# 花粉分析
花粉分析（かふんぶんせき、英語: pollen analysis）とは花粉や胞子の含まれる堆積物を分解して花粉や胞子化石を取り出す方法である。

## 概要
厳密には堆積物を分解し、花粉を取り出す方法を花粉分析といい、胞子を取り出すことを胞子分析（ほうしぶんせき、英語: spore analysis）という。花粉と胞子を同時に取り扱うことが多いため、総括して花粉分析と呼ぶことが一般的である。
花粉分析は植物学・植生学・地理学・考古学・気候学・気象学・地質学など多岐にわたる分野と密接に関わっている。

## 花粉分析の発達

### 近代の花粉分析
顕微鏡の発達により、18世紀から19世紀にかけてスウェーデンを中心とする北欧から始まり、徐々に欧州諸国へ広がった。
ニルス・グスタフ・ラーゲルハイム（Nils Gustav Lagerheim）やレナルト・フォン・ポスト（Lennart von Post）は北欧の泥炭層において、花粉や胞子の化石の研究を行い、花粉分析の先覚者といわれている。
また1992年、アメリカでティセン（R.Thiessen）が古生代の石炭層の研究に成功している。
欧州における古生代の石炭層の研究における先駆者は、ポトニエ（R.Potonie）をはじめとし、ランゲー（Th.Lange）やツェルン（J.Zernt）が名を連ねる。
ポトエニは花粉分析の研究を石炭から褐炭（亜炭）へと広げるなど、花粉分析の分野に大きく貢献している。
そして、近代花粉学の体系整備が行われるにつれ、花粉形態の研究や花粉の空中散布に関する研究など、花粉分析研究の対象も多様となり、花粉分析法が確立されていった。

### 現代の花粉分析
1935年頃になると、欧州を中心に森林樹種のみを対象としていた花粉分析法は、不十分であることからフィルバス（F.Firbas）等は森林樹種の花粉のみならず、それ以外の花粉へと対象を広げていった。また、スウェーデンのエルドマン（G.Erdtman）は植物学の立場からの花粉研究や、第四紀層における花粉研究を大きく進展させ、同じくスウェーデンのイバーセン（J.Iversen）やノルウェーのフェグリ（K.Faegri）等も熱心に研究を続け、成果を残した。また、日本でも1956年に『日本植物の花粉』が発刊され、後の花粉学者の間で広く用いられている。

## 花粉分析法
まず、花粉分析を行うにあたっての注意点、または考慮すべき点であるが、現生の花粉を採取するには、その植物の種名を明確に同定・認識し、同定ミスや後の分類学的再検討にも耐えうるようにさく葉標本を採取した上で、現生花粉標本のプレパラートを作成すること、そして分析結果を解釈する際には層序の知識、母植物群の生態学的背景、花粉・胞子の生産量など様々な情報を考慮する必要がある。つまり、植物分類学・植物生態学・地質学など関連のある分野の知識を得る必要がある。
次に、一般的な花粉分析の手順であるが、アルカリ溶液による腐植の分解（溶解）・花粉粒子の遊離、アセトリシスという強酸混合液によるさらなる腐植の分解・花粉の染色は必須の処理であり、さらに花粉とそれ以外の植物質や鉱物を分離するために比重分離を行うのが通例である。堆積物に砂粒が含まれるなどシリカ鉱物が多いと検鏡の妨げになるため、これに加えフッ化水素による鉱物質粒子の分解を行う必要がある。
以下は、手順の一例である。
絶対体積もしくは質量の測定→10％（重量％）のKOH水溶液を加えて10～15分間、約90℃で湯せん→遠心分離機にて水洗（3～4回）→氷酢酸で脱水→アセトシリス処理（無水酢酸9：濃硫酸1の混合液で3分間湯せん）→氷酢酸を加えて遠心分離→水洗（3～4回）→70%（重量％）塩化亜鉛あるいはブロモフォルム液を使用して比重分離→遠心分離機にて水洗（3～4回）→10%（重量％）フッ化水素処理※鉱物質物質の量により数十分～半日程度→遠心分離機にて水洗プレパラート作製、検境
また、花粉分析の結果は花粉ダイアグラムとして表され堆積時代の柱状図や年代・分析試料の採取地点、そして各花粉の出現率が示される。

### 使用する器材と薬品
分析方法によって使用する機材は異なるが、分析を行うにあたって特に必要な機材は遠心分離機・ふるい・鉄乳鉢・顕微鏡・顕微鏡写真撮影装置・写真引伸機・上皿天秤・遠沈管立・湯煎器・ガスバーナー・ビーカー・遠沈管（遠心分離用管）・メスシリンダー・試薬びん・小管びん・洗滌びん・スライドグラス・カバーグラス・比重計などである。
薬品は市販のもので十分まかなえるものがほとんどであるが、機材と同様に分析方法によって使用する薬品も異なる。よく使用するものは水酸化カリウム（KOH）・無水酢酸・氷酢酸・弗化水素酸・硫酸・苛性ソーダ・塩化亜鉛・グリセリン・石炭酸・ゼラチン・マニキュア液などである。

### 分析を行う場所と研究費用
場所
分析にあたっては、KOH水溶液、アセトリシス液を用いることが分析上必須であるから、必ず喚起のある場所で行う必要がある。さらに、フッ化水素を用いる場合は、かならずドラフト室のある場所で実験を行わなければならない。
研究費用
かかる費用は研究の目的などにより異なるが、初歩的な目標額としては器材費が7～20万円、薬品代が3万円、その他の消耗品が1万円程度である。10万円以上の機器が必要になることは稀ではなく、例を挙げると遠心分離機（50cc 8本掛）は5～10万円、光学顕微鏡は3鏡筒付で安価なものならば15万円ほどからある。検鏡倍率は少なくとも400倍を確保する必要があり（接眼レンズが10倍の場合、対物レンズは40倍）、さらに1000倍まであるのが望ましい（接眼レンズが10倍の場合、対物レンズは液浸100倍）。

## 各研究における花粉分析

### 古生態学研究における花粉分析
古生態学の目的は、過去の生物と相互関係を明らかにすることにあるが、その成立には生物間と環境との相互関係は過去も現在も同様であったという前提条件が必要である。実質的にも、過去の相互関係は推論するしかできないため、現在の生態学的知見や植生学的知見を過去にも応用して考察がなされることになる。とくに、最終氷期以降のある時期から後の時代に関しては、相対的には安定した環境にあり、現在の植生の成立につながるためにこうした応用がかほぼ可能である。

### 第四紀研究における花粉分析
第四紀研究では一般に多量の花粉、または胞子を生産する種子植物やコケ植物が研究の対象になりやすい。
これらの空気中に放出された花粉・胞子は湖沼や海に堆積する。花粉・胞子の外膜を構成するスポロポレニンは化石として保存される。このように、花粉・胞子を採取し調べることで植物の特異性を見出し、母植物群を知ることで過去の植生や気候や古環境を推定することができる。
第四紀研究の例としては浜名湖における柱状堆積物の採取による植生変遷の復元、北アメリカ東部の植生の復元、福岡市板付遺跡におけるイネ花粉採取による稲作農耕研究が挙げられる。
浜名湖の研究では黒潮による気候緩和作用の影響で、完新世初期からシイ林の発達が著しいということが明らかになった。また北アメリカの研究では古気候・古植物植生分布図を時代別に復元し、各分類群ごとの変遷図について様々な議論がなされている。福岡市板付遺跡の研究ではイネ科の消長が明らかにされたほか、稲作史解明のために様々な測定や研究が行われた。

## 花粉分析の基礎における花粉の性質

### 花粉・胞子の形態
堆積物から検出される花粉や胞子は、いずれも過去に植物が生産したものであるから花粉化石・胞子化石と呼ばれることもあるが、その化学的組成は現在のものとほぼ同じであり、外膜のみをもつ。外膜はexineとintexineの二層に区別することができ、その化学的組成はポレーニンとスポロニンである。したがって、花粉分析を行うにあたり最も優先して解決すべき問題は、外膜の性質に基づいて当時の母植物を知ることである。
外膜の内部構造、表層の模様、発芽孔（発芽溝）、花粉の輪郭、おおきさなどが花粉分析の対象となる。

### 花粉の生態
堆積物中に含まれる量と花粉の生産量は比例するため、生産量に関する研究も行われている。この研究は花粉病の基礎的知見としても重視されている。
一方で花粉は散布が広範囲にわたることから花粉分析の結果を考察する上で、混乱を引き起こす要素となることがある。つまり、復元しようとするのが分析地点周囲の植生であっても、その外側から飛散して堆積した遠方由来の花粉によって、ダイアグラムがゆがめられることである。
この問題に対しては、花粉生産量が大きい風媒樹種で、先駆樹種でありしばしば極端な消長を示すハンノキ属などを、ダイアグラム作成の際に分母として用いる基数から除外する等の方法がとられる。
また、ある地点で得られる花粉組成が、周囲のどの程度の範囲の植生を反映しているのかという基礎研究も、表層花粉や空中花粉、シミュレーションモデルを用いた解析によりおこなわれてきた。それらの研究によれば、堆積盆や堆積する場所の空間的広がりが広いほど、より広範囲の植生を反映するという結果が得られている。したがって、ごく狭い沼における分析結果は、林分レベルを反映するものでしかない可能性があるし、また遺跡の堆積物など、開けた場所における分析結果は、虫媒花粉を除いて一般に周辺の広い範囲の植生を反映したものとなる可能性が高い。
また、堆積物中の花粉は種類によって様々な腐蝕作用をうけるため、砂質分の多い堆積物では結果として腐食に強い外膜の厚い花粉が残りやすくなるなど、分析結果に悪影響を与えることもある。

## 花粉分析からみる植生変遷史

### 後氷期における欧州
後氷期とは欧州の最後の氷床が気候の温暖化に伴い、次第に後退し始めた時代（約14000－15000年B.P.）から現在までの時代である。氷期と間氷期の繰り返しは生物の分布の変化に大きく影響を与えている。第四氷期の最盛期（Pleniglacial,Fullglacial）の植生はミズゴケやハイゴケ類を含むスゲ、イネ科植物の草原が主体で、乾燥地ではヨモギ、ヒメカラマツ、アカザ科、チョウノスケソウなどの草原や矮性カバノギやヤナギが点在（park-land）していた。晩氷期には氷床が溶けることにより、有機物がほとんど堆積せず花粉分析の対象とはならなかった。

### 後氷期における北アメリカ
北アメリカでは北欧やアルプスと同様に、氷床の影響が堆積物や植生に非常に顕著に表れていたため、花粉分析による研究が盛んであった。まず、ウィスコンシン氷河最盛期には現在のカナダ大陸の大部分を占めているタイガ（Taiga）やその南部に広がる落葉広葉樹林が、また氷床の末端付近にはツンドラ植物が分布していた。またカロライナ州の南北の調査資料によって、トウヒ林の南下が明らかになっている。北アメリカでは欧州と大きく異なり、氷床の近くまでタイガが残存していた。晩氷期にはトウヒ類の検出はあったものの、トウヒ時代として区分しないことが多い。後氷期にはいると氷期に南下していた温帯系落葉樹林や北方系針葉樹林（タイガ）などの森林が急速に北上し、現在にまで至る。

### 日本およびその周辺地域における植生植生変遷
大阪層群における花粉分析では、日本における第三期の終わり（鮮新世）から第四紀に移行する植生変遷が研究されていた。この研究で明らかになった花粉集団が、以降訪れる氷期の植生変遷にも影響している。また、日本の大きな研究テーマは氷期につながる寒冷時代の堆積物を発見することであった。1952年に中村純が尾瀬ケ原上田代湿原の最下層部から寒冷時代末期のものと考えられる堆積物を発見し、時代区分を行い、その後多くの研究者が各地において様々な地層の調査を行った。
極東のソ連では第二次世界大戦以降、急速に花粉分析の研究が発達した。ノイスタット（I.M.Neustadt）がその先覚者であり、1959年にGrana Palynologicaを発表した。朝鮮半島では松島真次や山崎次男の報告が主なもので、ハンノキ、マツ、モミなどが各層にわたり観察された。台湾では正宗厳敬などが台北における泥炭層からの堆積物を観察し、ナラ、モミ、シャクナゲ科、シダ類などについての報告を行った。その後、日本の研究者により台湾中央部における堆積物についての分析が発表された。